# اتصال ضوئي

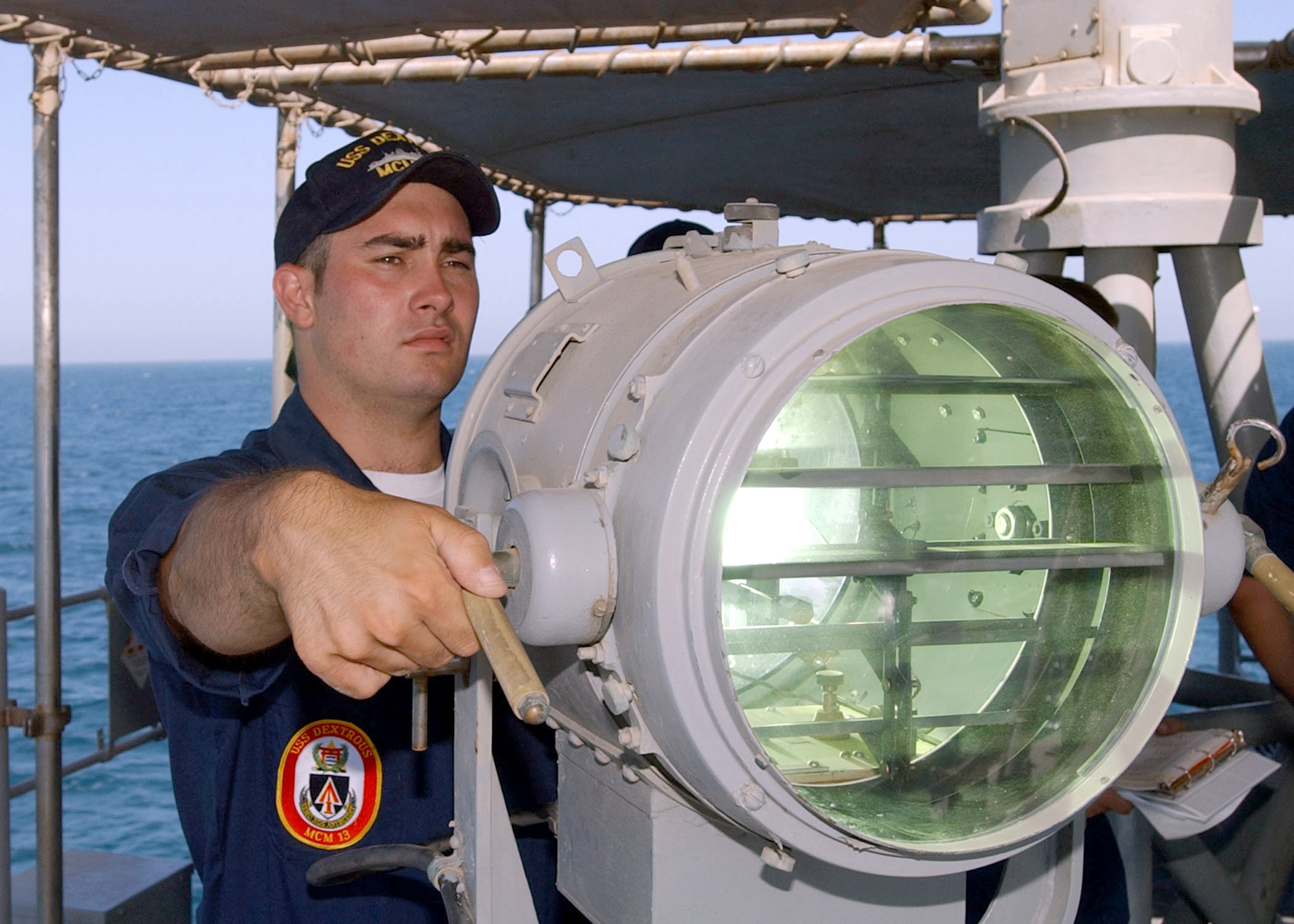

الاتصالات الضوئية هي اتصالات عن بعد باستخدام ضوء لنقل المعلومات. يمكن القيام به بصريًا، أو باستخدام الأجهزة الإلكترونية. يرجع تاريخ أشكال التواصل البصري الأولى إلى عدة آلاف من السنين، في حين أن أول جهاز كهربائي تم إنشاؤه للقيام بذلك كان هو الفوتوفون، الذي اخترعه العالم ألكسندر غراهام بيل في عام 1880.

## لمحة عامة
الاتصالات الضوئية أو (الاتصالات البصرية)، هي اتصالات عن بُعد باستخدام الضوء لنقل المعلومات. يمكن إجراء ذلك بصريًا أو باستخدام الأجهزة الإلكترونية. يعود تاريخ أقدم أشكال الاتصالات الضوئية إلى عدة آلاف من السنين، في حين أن أول جهاز كهربائي صُمّمَ للقيام بذلك هو الفوتوفون (أو الهاتف الضوئي)، الذي اختُرع في عام 1880.
يستخدم نظام الاتصالات الضوئية جهاز إرسال يرمّز رسالة بإشارة ضوئية وقناة تنقل الإشارة إلى وجهتها وجهاز استقبال يعيد إنتاج الرسالة من الإشارة الضوئية المستلمة. عند عدم استخدام المعدات الإلكترونية، يكون «المتلقي» هو الشخص الذي يراقب الإشارة ويفسرها بصريًا، وهو ما قد يكون بسيطًا (مثل وجود شعلة المنارة) أو معقّدًا (مثل المصابيح التي تستخدم رموز الألوان أو التي تومض حسب شفرة مورس).
نُشرَت «الاتصالات البصرية الفضائية» في الفضاء الحر، في حين أن أشكال الاتصالات الأرضية محدودة بشكل طبيعي بالجغرافيا والطقس وتوافر الضوء. توفر هذه المقالة مقدمة أساسية لأشكال مختلفة من الاتصالات الضوئية.

## أشكال الاتصالات الضوئية

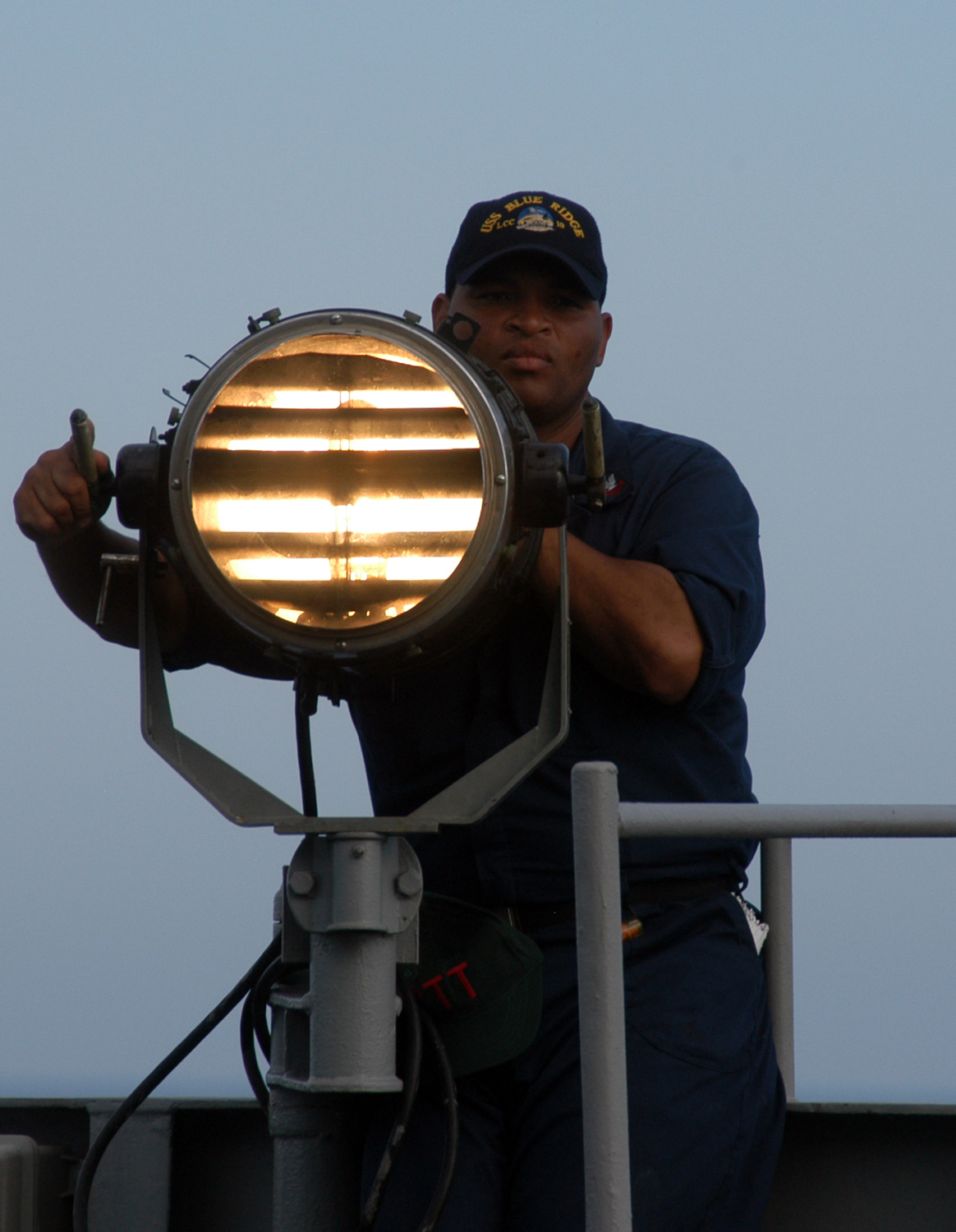
بحر الفلبين (22 مارس 2005) - مدير التموين من الدرجة الثانية توني إيفانز من هيوستن، تكساس، يرسل إشارات شفرة مورس من جناح الجسر على متن سفينة القيادة يو إس إس بلو ريدج (LCC 19) إلى الجسر البحري العسكري.

كانت التقنيات المرئية مثل الإشارات الدخانية، وحرائق المنارات، والبرق الهيدروليكي، وأعلام السفن وخطوط الإشارات، أول أشكال الاتصالات البصرية. تعود دلالات التلغراف الهيدروليكية إلى القرن الرابع قبل الميلاد في اليونان. لا يزال البحَّارة يستخدمون مشاعل الاستغاثة في حالات الطوارئ، في حين تُستخدم المنارات وأضواء الملاحة للتواصل من أجل الإعلام عن أخطار الملاحة.
يستخدم الهليوغراف مرآة تعكس ضوء الشمس إلى مُراقب بعيد. عندما يقوم المؤشّر بإمالة المرآة لتعكس ضوء الشمس، يرى المراقب البعيد وميضًا من الضوء يمكن استخدامه لإرسال كود إشارات مُرتَّب مسبقًا. السفن البحرية غالبًا ما تستخدم مصابيح إشارة وشفرة مورس بطريقة مماثلة.
غالبًا ما يستخدم الطيارون في الطائرات أنظمة الإضاءة ذات مؤشر الانحدار المرئي لكي تهبط بسلام، خاصةً في الليل. تستخدم طائرة عسكرية تهبط على حاملة طائرات نظامًا مشابهًا للهبوط على سطح حاملة الطائرات بصورة صحيحة. يعمل نظام الإضاءة الملونة بحسب ارتفاع الطائرة بالنسبة إلى مصباح هبوط قياسي. كذلك، لا تزال أبراج مراقبة المطار تستخدم مصباح الإشارة (أو تسمى مصابيح ألديس) لنقل التعليمات إلى الطائرات التي فشلت لديها أجهزة الراديو.
في الوقت الحاضر، تنقل مجموعة متنوعة من الأنظمة الإلكترونية وتُلقي المعلومات بصريًا بواسطة نبضات الضوء. تُستخدَم الآن كابلات الاتصالات بالألياف الضوئية لإرسال الغالبية العظمى من البيانات الإلكترونية والمكالمات الهاتفية بعيدة المدى التي لا تَصِل بواسطة الراديو أو الميكروويف الأرضي أو القمر الصناعي. تُستخدم الاتصالات الضوئية في الفضاء الحر أيضًا يوميًا في تطبيقات مختلفة.

### خط الإشارة
«تلغراف الإشارة»، يُطلق عليه أيضًا «خط الإشارة» أو «التلغراف البصري» أو «سلسلة التلغراف المغلاق» أو «تشيلي تلغراف» أو «إشارة نابليون»، وهو نظام يُستخدم لنقل المعلومات عن طريق الإشارات المرئية، باستخدام أبراج ذات أذرع محورية أو مصاريع، والمعروفة أيضًا باسم الشفرات أو المجاذيف. تُرمَّز المعلومات حسب موضع العناصر الميكانيكية؛ تُقرأ عندما يكون المصراع في وضع ثابت.
كانت خطوط الإشارة بمثابة مقدمة للبرق الكهربائي. كانت أسرع بكثير من موصل البريد لنقل رسالة عبر مسافات طويلة، ولكنها أكثر تكلفة بكثير وأقل خصوصية من خطوط التلغراف الكهربائية التي ستحل محلهم فيما بعد. تُحدَّد المسافة القصوى التي يمكن لزوج من محطات التلغراف الاتصال خلالها باستخدام السيمافور، بالجغرافيا والطقس وتوافر الضوء؛ وبالتالي عمليًا، يستخدم معظم التلغراف البصري خطوطًا لمحطات الترحيل لتغطية مسافات أطول. ستحتاج كل محطة ترحيل أيضًا إلى مجموعة مراقبين مهرة لنقل الرسائل ذهابًا وإيابًا عبر الخط.
كان التصميم الحديث للسيمافور الأولي الذي تنبأ به لأول مرة المفكر البريطاني روبرت هوك، الذي قدم أولاً مخططًا تفصيليًا حيًّا وشاملًا للتلغراف المرئي في تقرير قدمه إلى الجمعية الملكية عام 1684. لم يُطَبّق اقتراحه (الذي كان مدفوعًا بالمخاوف العسكرية بعد معركة فيينا في العام السابق) خلال حياته.
وُصل أول خط سيمافور بصري قابل للعمل في عام 1792، والذي أنشأه المهندس الفرنسي كلود تشابيّ، وإخوانه، الذين نجحوا في تغطية فرنسا مع شبكة من 556 محطة تمتد على مسافة إجمالية قدرها 4800 كيلومتر (3000 ميل). كان يُستخدم للاتصالات العسكرية والوطنية حتى خمسينيات القرن التاسع عشر.
اعتمدت العديد من الخدمات الوطنية أنظمة إشارات مختلفة عن نظام تشابّي. على سبيل المثال، اعتمدت بريطانيا والسويد أنظمة الألواح المغلقة (التي تتناقض مع ادعاء الأخوَين تشابّي بأن القضبان المائلة أكثر وضوحًا). في إسبانيا، طور المهندس أغوستين دي بيتانكورت نظامه الخاص الذي اعتمدته تلك الدولة. اعتبر العديد من الخبراء هذا النظام في أوروبا أفضل من نظام تشابّي، حتى في فرنسا.
كانت هذه الأنظمة شائعة في أواخر القرن الثامن عشر إلى أوائل القرن التاسع عشر ولكنها لم تستطع التنافس مع التلغراف الكهربائي وخرجت تمامًا عن الخدمة بحلول عام 1880.

### أعلام الإشارة بالسيمافور
إن أعلام السيمافور هو نظام لنقل المعلومات عن بُعد عن طريق الإشارات المرئية مع الأعلام المحمولة باليد، والقضبان، والأقراص، والمجاذيف، أو اليدين العارية أو القفازات من حين لآخر. تُرمَّز المعلومات من خلال موقع الأعلام أو الأهداف أو الأذرع؛ وتُقرَأ عندما تكون في وضع ثابت.
اعتُمدَت هذه الإشارات واستُخدِمت على نطاق واسع (مع وضع الأعلام اليدوية بدلًا من الأذرع الميكانيكية لمصراع الإرسال الضوئي) في العالم البحري في القرن التاسع عشر.
يستخدم نظام سيمافور ذو العلم الجديد قطبين قصيرين لهما علامات مربعة، يمسك بها المؤشّر في مواضع مختلفة لنقل أحرف الأبجدية والأرقام. يحمل المرسِل قطبًا واحدًا في كل يد، ويمدد كل ذراع في أحد الاتجاهات الثمانية الممكنة. لا يمكن أن تتداخل الأعلام إلا في وضع السكون.
تُلوَّن الأعلام بشكل مختلف بناءً على ما إذا كانت الإشارات مرسلَة عن طريق البحر أو البر. في البحر، تكون الأعلام باللون الأحمر والأصفر (أعلام أوسكار)، بينما على الأرض، تكون بيضاء وزرقاء (أعلام بّابّا). الأعلام غير مطلوبة، فهي فقط تجعل الرموز أكثر وضوحًا.

### الألياف الضوئية (أو الألياف البصرية)
الألياف الضوئية هي أكثر أنواع القنوات شيوعًا للاتصالات الضوئية. المرسلات في وصلات الألياف الضوئية هي عمومًا الثنائيات الباعثة للضوء أو الثنائيات الليزرية. يُستخدَم الضوء الذي يعمل بالأشعة تحت الحمراء، بدلاً من الضوء المرئي المستخدم بشكل أكثر شيوعًا، لأن الألياف الضوئية تنقل أطوال موجات الأشعة تحت الحمراء بتوهين وتشتت أقل. عادةً ما يكون تشفير الإشارة عبارة عن تعديل بسيط للشدة، على الرغم من أن الطور البصري وتعديل التردد قد أُظهِرا في المختبر.
استُبدلَت الحاجة إلى التكرار الدوري للإشارة إلى حد كبير من خلال إدخال مضخم الدليل الموجي المخدر بالإربيوم، والذي مدَّد مسافات الوصلات بتكلفة أقل بكثير.

### مصابيح الإشارة
مصابيح الإشارة (مثل مصابيح ألديس)، هي أجهزة إشارة مرئية للاتصال الضوئي(عادةً ما تستخدم شفرة مورس). مصباح الإشارة الحديثة هو مصباح مركّز يمكنه إنتاج نبضات من الضوء. تُحقَّق هذه النبضات في الإصدارات الكبيرة من خلال فتح وإغلاق مصاريع مثبتة أمام المصباح، إما عن طريق مفتاح ضغط يعمل يدويًا أو في الإصدارات الأحدث إذ يكون تلقائيًا.
مع المصابيح اليدوية، يتم إمالة مرآة مقعرة بواسطة الزناد لتركيز الضوء ليصبح على شكل نبضات. عادةً ما تكون المصابيح مجهزة بشكل من أشكال الرؤية البصرية، وتنتشر في الغالب على متن سفن بحرية وتُستخدم أيضًا في أبراج المراقبة في المطار مع إشارات ضوئية مشفرة للطيران. تُستخدم الإشارات الضوئية للطيران في حالة حدوث عطل في الراديو، أو في طائرة غير مجهزة بجهاز راديو، أو في حالة طيار ضعيف السمع. يتحكم مراقبو الحركة الجوية بمدافع الإشارة الضوئية المستخدمة منذ زمن طويل لتوجيه هذه الطائرات.
مصباح المدفع الضوئي لديه شعاع ساطع مركّز قادر على بث ثلاثة ألوان مختلفة: الأحمر والأبيض والأخضر. يمكن أن تكون هذه الألوان وامضة أو ثابتة، وتوفر إرشادات مختلفة للطائرة أثناء الطيران أو على الأرض (على سبيل المثال، «أُعطِيَ إذن للهبوط» أو «أُخلِيَ مساره للإقلاع»).
يمكن للطيارين الإقرار بالتعليمات عن طريق التلويح بأجنحة طائرتهم، وتحريك الجنيحات الخاصة بهم إذا كانت على الأرض، أو عن طريق وميض أضواء الهبوط أو الملاحة أثناء الليل. يتم توجيه 12 إرشادات قياسية بسيطة إلى الطائرات التي تستخدم مدافع إشارة ضوئية لأن هذا النظام لا يُستخدم مع شفرة مورس.